# Kasaï-Central
Kwango er en provins i Den Demokratiske Republik Congo. Den er en af de 21 provinser, der blev oprettet ved opdelingen i 2015. Kasaï-Central og Kasaï provinserne er resultatet af opdelingen af den tidligere Kasaï-Occidental provins. Kasaï-Central blev dannet fra Lulua-distriktet og den uafhængigt administrerede by Kananga, som beholdt sin status som provinshovedstad. Befolkningen i 2020 blev anslået til at være 4.045.300.
Den nye provinss territorium svarer til den historiske Luluabourg provinsen, som eksisterede i den tidlige periode efter uafhængigheden mellem 1963 og 1966.
Der er 5 territorier i provinsen, som hedder:
1. Demba
2. Dibaya
3. Dimbelenge
4. Kazumba
5. Luiza